# Eva Frantz
Eva Frantz, född 5 november 1980 i Helsingfors i Finland, är en finlandssvensk författare och journalist. 
Frantz har studerat vid Svenska social- och kommunalhögskolan vid Helsingfors Universitet. Hon arbetar som journalist vid Yle Vega Frantz har skrivit fyra kriminalromaner.
Boken Hallonbacken vann Runeberg Junior-priset 2019.

## Filmatiseringar
I december 2023 har TV-serien Hallonbacken premiär på Yle, en filmatisering av boken med samma namn.